# Eike Immel
Eike Heinrich Immel (Stadtallendorf, 27 de novembro de 1960) é um ex-futebolista alemão que atuava como goleiro.

## Carreira
Filho de um fazendeiro, Immel contava com 17 anos de idade quando se tornou goleiro titular do Borussia Dortmund em 1978. Manteve-se titular do clube até 1986, quando transferiu-se ao Stuttgart pela quantia de 2 milhões de marcos alemães, recorde até então por um goleiro no futebol alemão. No novo clube foi campeão da Bundesliga de 1992 e vice-campeão da Copa da UEFA em 1989. Encerrou sua carreira no Manchester City em 1997.
Sua carreira na seleção alemã (então Ocidental) iniciou em 1980, como reserva do titular absoluto Harald Schumacher - na década de 1970, atuou pelas categorias sub-15, sub-16, sub-18 e sub-21, além de ter jogado uma partida pela seleção de amadores. Com o afastamento de Schumacher, em 1987, assumiu a titularidade apenas para encerrar sua participação na seleção após a Eurocopa 1988 - Bodo Illgner, seu reserva na citada competição, assumiria a camisa 1 da Mannschaft em seguida. Mais tarde, Immel admitiu que sua decisão em deixar a Seleção Alemã tinha sido equivocada - a concorrência com Illgner, aliada ao maior talento deste, inviabilizou inclusive sua convocação para a Copa de 1990. No total, foram 19 jogos.
Ao encerrar a carreira, foi técnico do VfR Heilbronn entre 1998 e 2001 e treinador de goleiros no Beşiktaş, Austria Wien, Fenerbahçe, VfB Gießen e Eintracht Stadtallendorf (clube pelo qual jogou ainda na base), onde também foi técnico da equipe reserva. Em 2008 participou na versão alemã do reality show "I'm a Celebrity, Get me Out Here!". Em 2024, revelou que dependia de benefícios sociais para sobreviver e que recebia 1.135 euros por mês.

## Títulos
Stuttgart
- Bundesliga: 1991–92
- Supercopa da Alemanha: 1992[6]

Seleção Alemã-Ocidental
- Eurocopa: 1980